# Kim Hoàn Tam Kết
Kim Hoàn Tam Kết (chữ Hán:金環三結, bính âm: Jinhuan Sanjie) là một nhân vật hư cấu trong tiểu thuyết lịch sử Tam Quốc diễn nghĩa của nhà văn La Quán Trung. Trong tiểu thuyết này, Kim Hoàn Tam Kết xuất hiện tại Hồi thứ 87 và là một trong ba nguyên soái của các động ở Nam Man, dưới quyền của Mạnh Hoạch, Kim Hoàn Tam Kết tham gia vào chiến dịch của người Nam Man chống lại sự tấn công của quân Thục Hán vào vùng Nam Trung và tử trận.

## Chống lại quân Thục
Tam Quốc diễn nghĩa giới thiệu rằng nguyên soái động thứ nhất là Kim Hoàn Tam Kết, nguyên soái động thứ nhì là Đổng Trà Na, nguyên soái động thứ ba là A Hội Nam. Ba người vào ra mắt Mạnh Hoạch và nhận lệnh chia làm ba đường mà tiến, nếu ai đánh thắng quân Thục thì được làm chúa cả động này. Kim Hoàn Tam Kết đi đường giữa, Đổng Trà Na đi mé tả, A Hội Nam đi mé hữu. Mỗi người dẫn năm vạn quân Man, y lệnh kéo đi. Nguyên soái Kim Hoàn Tam Kết đóng đại trại ở vào giữa cửa núi, đường hai bên thông sang động Ngũ Khê, phía sau trại của Đổng Trà Na và A Hội Nam.

## Bị giết
Quân Thục do Triệu Vân, Ngụy Diên gồm năm nghìn tinh binh, sai mấy tên quân Man dẫn đường. Bấy giờ đã canh hai. Hai người lần theo ánh trăng mà đi. Khi đến đại trại Kim Hoàn Tam Kết thì đã canh tư. Quân Man vừa thức dậy thổi cơm ăn, sắp sửa đến sáng ra khai chiến. Bất ngờ, hai mặt quân của Triệu Vân, Ngụy Diên tràn vào, quân Man rất lúng túng. Triệu Vân đánh thốc vào trung quân vừa gặp Kim Hoàn Tam Kết đang đi ra. Triệu Vân đâm một nhát, Kim Hoàn chết ngã quay xuống ngựa. Triệu Vân chặt lấy đầu, còn quân sĩ chạy tan mất cả.